# Schronisko PTTK na Kudłaczach
Schronisko PTTK na Kudłaczach – górskie schronisko turystyczne Polskiego Towarzystwa Turystyczno-Krajoznawczego w Paśmie Lubomira i Łysiny. Schronisko znajduje się na wysokości 730 m n.p.m. na polanie Nad Nowinami, pomiędzy szczytami Łysiny (891 m) i Działka (622 m). Według regionalizacji fizycznogeograficznej Jerzego Kondrackiego pasmo to należy do Beskidu Wyspowego. Na mapach i w przewodnikach turystycznych zaliczane jest przeważnie do Beskidu Makowskiego, a w niektórych przewodnikach do Beskidu Myślenickiego.

## Historia
Schronisko powstało z inicjatywy Oddziału Polskiego Towarzystwa Turystyczno-Krajoznawczego w Myślenicach. Duże zaangażowanie w sprawę budowy miał również Edward Moskała, z ramienia Zarządu Głównego PTTK. 26 września 1989 dokonano zakup działki pod przyszły obiekt. Wykopy pod fundamenty schroniska wykonali uczniowie Liceum Ogólnokształcącego w Myślenicach. Projektantem schroniska był Władysław Piwowarczyk. Roboty budowlane w okresie od 15 marca 1990 wykonywała brygada z Pcimia: Jan Kudłacz, Tadeusz Kudłacz oraz Jan Kudłacz. 11 lipca 1991 nastąpił odbiór robót. Obiekt został udostępniony turystom na początku sierpnia 1991. Uroczyste otwarcie i poświęcenie nastąpiło 10 września 1994. Wsparcia finansowego w realizacji inwestycji udzielił oddziałowi Fundusz Schronisk Górskich Komisji Turystyki Górskiej Zarządu Głównego PTTK, spółka „Efekt” z Myślenic, Zarząd Miasta i Gminy w Myślenicach oraz Zarząd Gminy w Pcimiu.
Budynek jest murowany, obłożony drewnem. W momencie oddania do użytku posiadał przeszkloną werandę od strony zachodniej. W późniejszych latach był powiększany przez dobudowę nowej części od strony zachodniej oraz budowę tarasu.

## Oferta
W budynku znajduje się 37 miejsc noclegowych w pokojach dwu-, kilku- i wieloosobowych. W schronisku działa kuchnia, jest jadalnia, prysznic, toalety i bieżąca woda. Schronisko dysponuje sporym terenem, na którym znajdują się dwie wiaty, ławki i stoły. Z otwartych terenów przy schronisku roztacza się szeroka panorama widokowa. 
Początkowo obiekt był otwarty tylko w weekendy oraz w sezonie letnim. Obecnie jest czynny przez cały rok. Do schroniska można dotrzeć drogą dojazdową z Pcimia doliną potoku Suszanka oraz koleją krzesełkową z Zarabia w Myślenicach na Chełm.

## Gospodarze schroniska
- Jan Kudłacz (1994-1995)
- Jan Bała i Wiesław Wójcik (1995-1997)
- Jan Bała, Wiesław Wójcik i Jan Kudłacz (1997)
- Jan Kudłacz (1997-2005)
- Agata i Krzysztof Knofliczek (od 2005)

## Szlaki turystyczne
Myślenice – Uklejna – Działek (węzeł szlaków) – polana Kudłacze – Łysina – Lubomir – Kasina Wielka
 Poręba – Przełęcz Sucha – Kudłacze
 Pcim – Kudłacze – Łysina

## Galeria

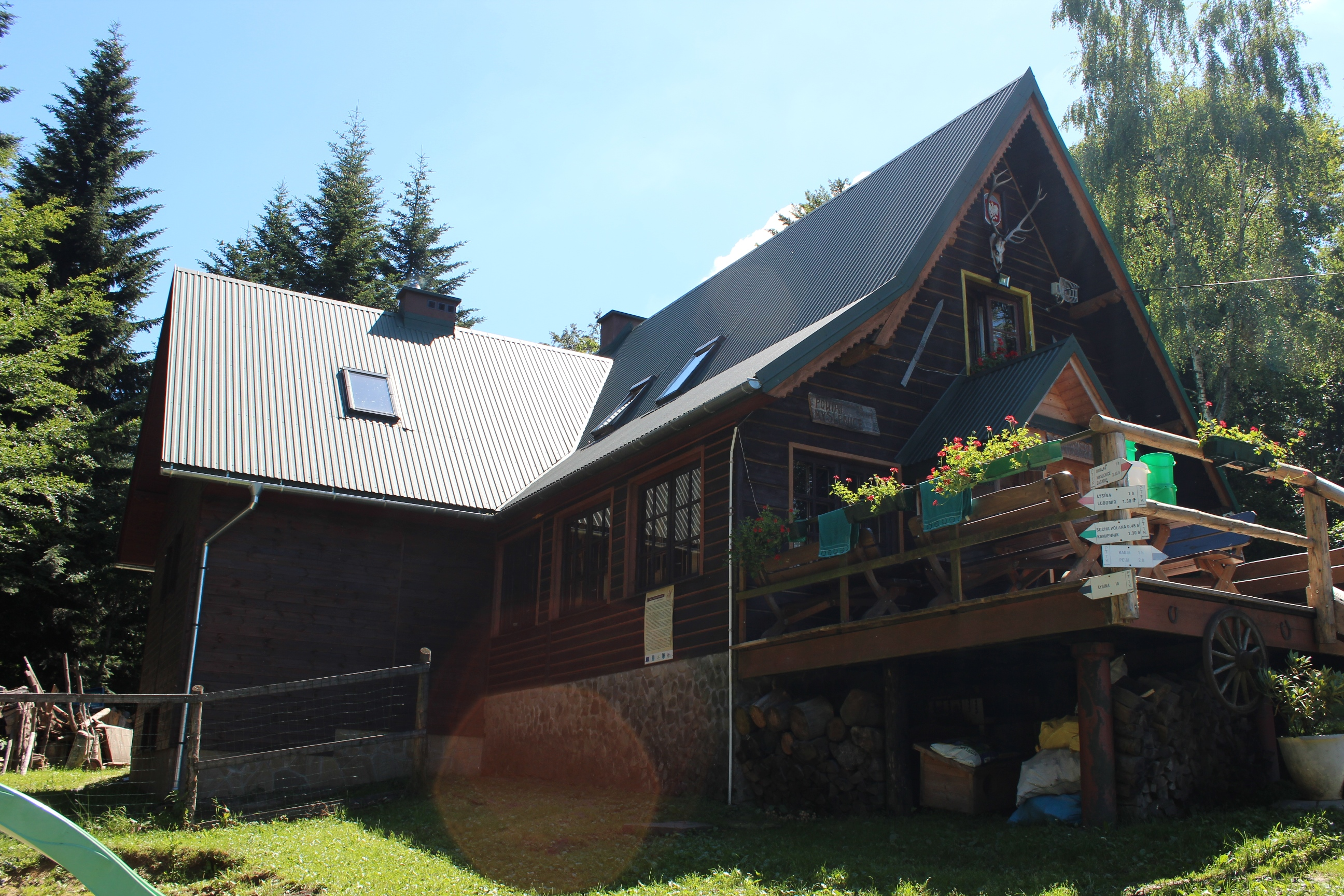
Budynek schroniska
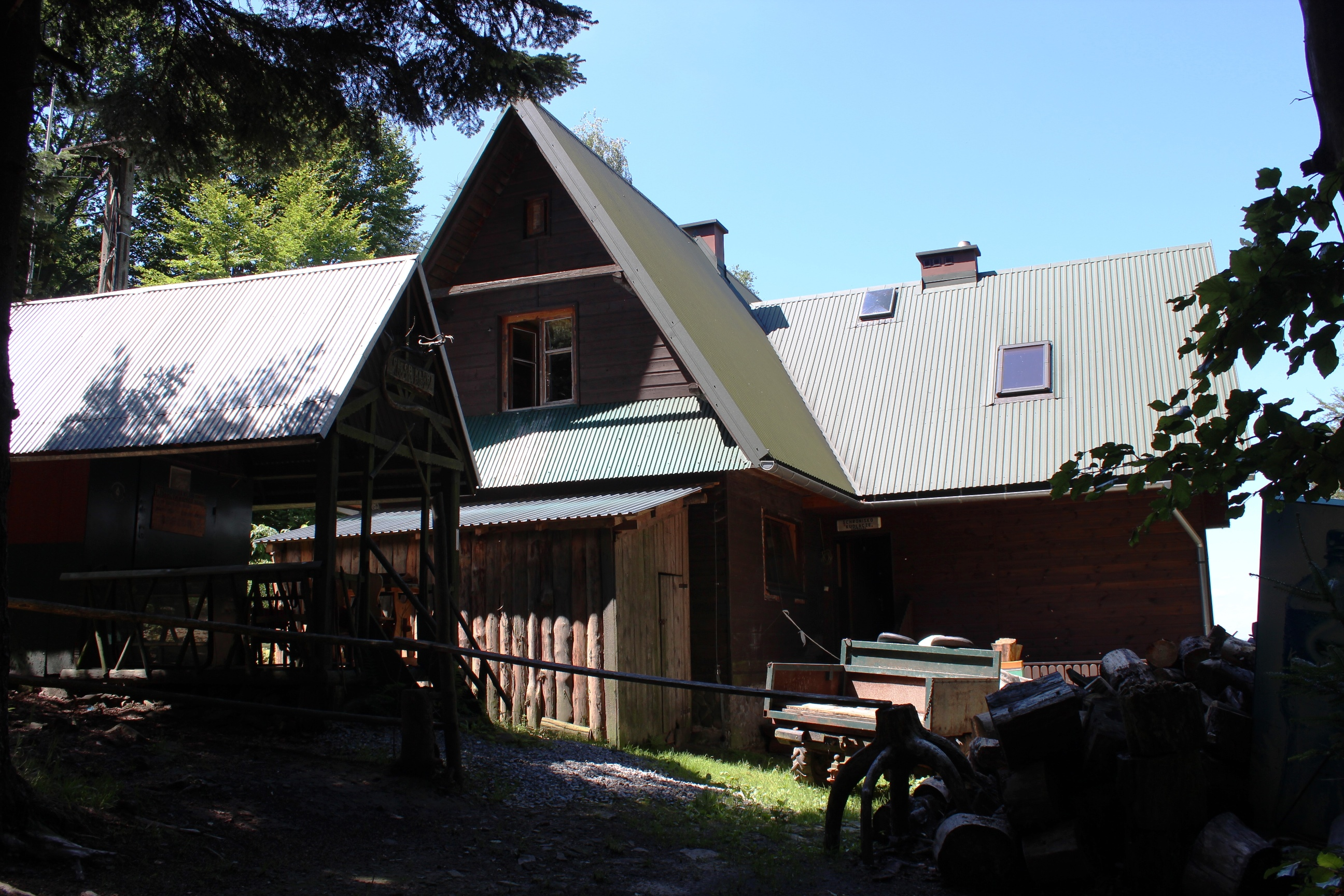
Część gospodarcza schroniska
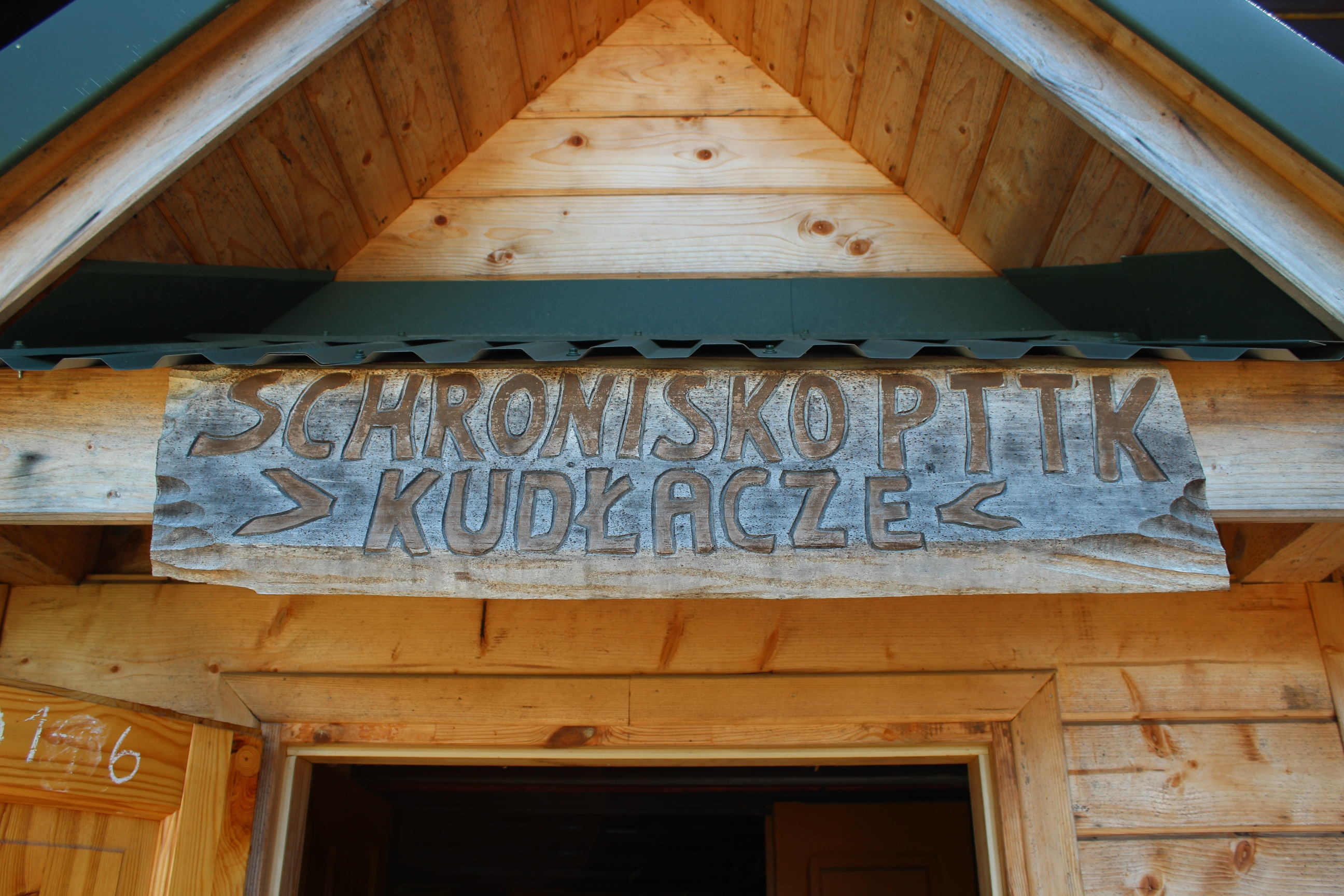
Napis nad wejściem do schroniska
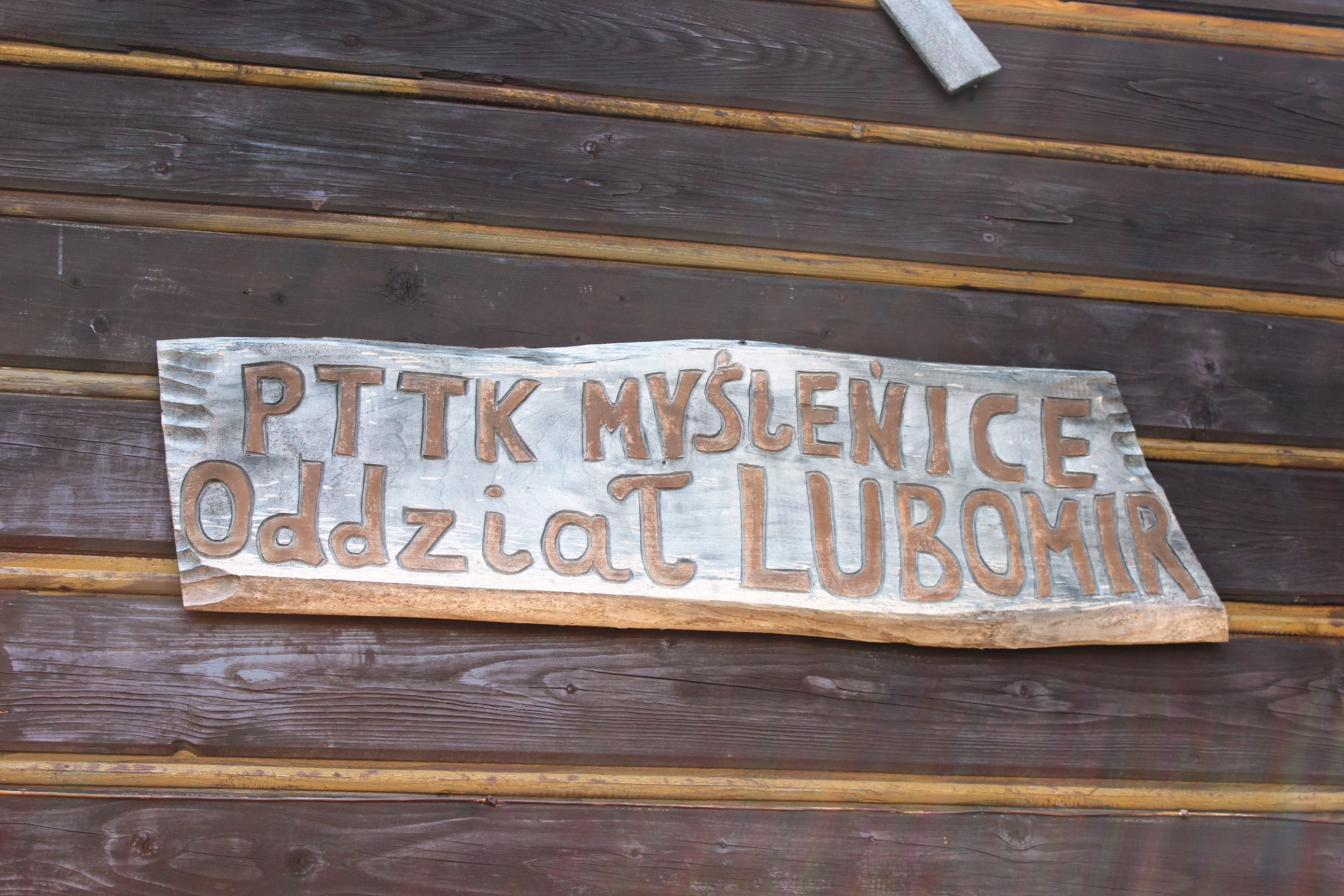
Napis na ścianie schroniska
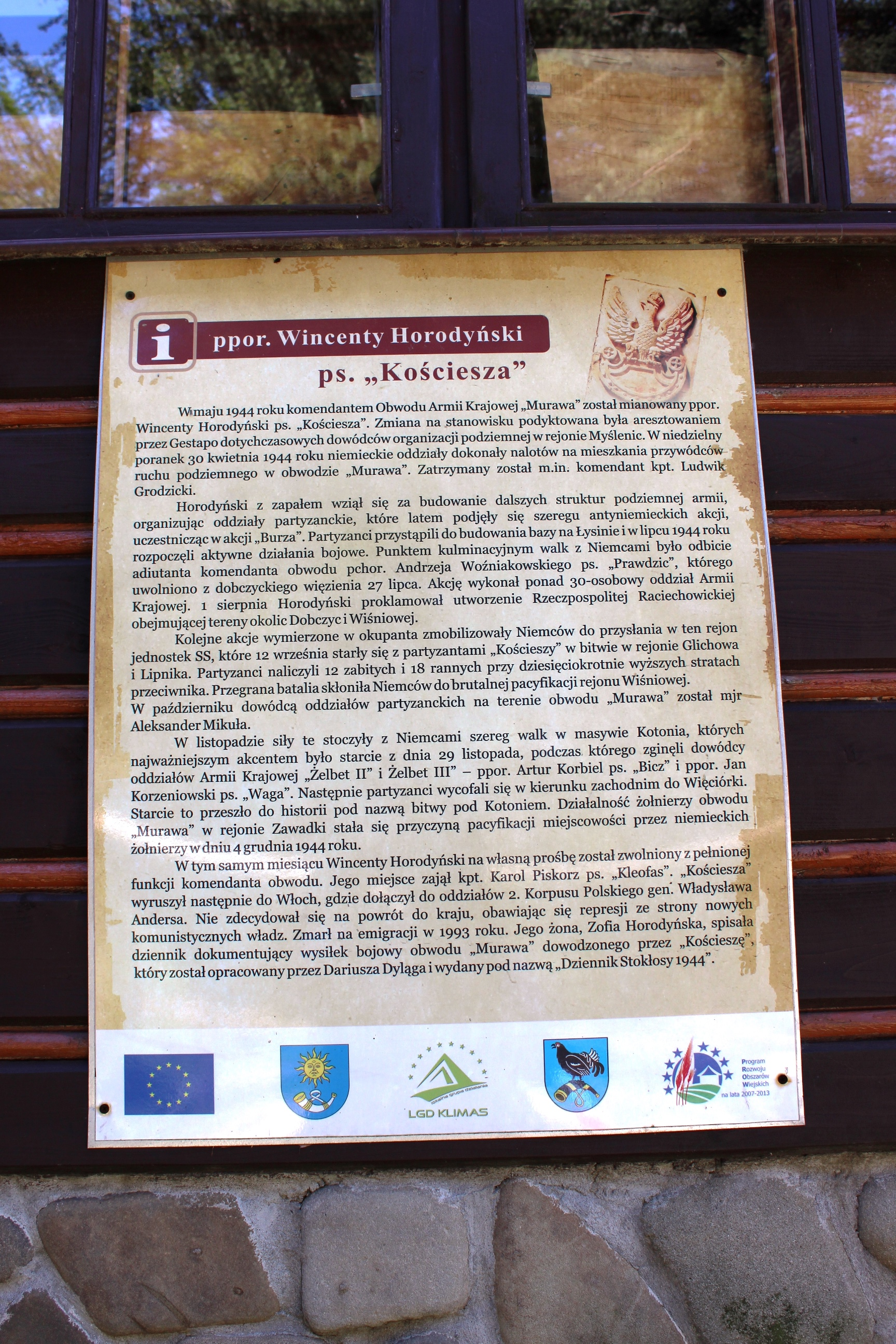
Tablica o ppor. Wincentym Horodyńskim na ścianie schroniska
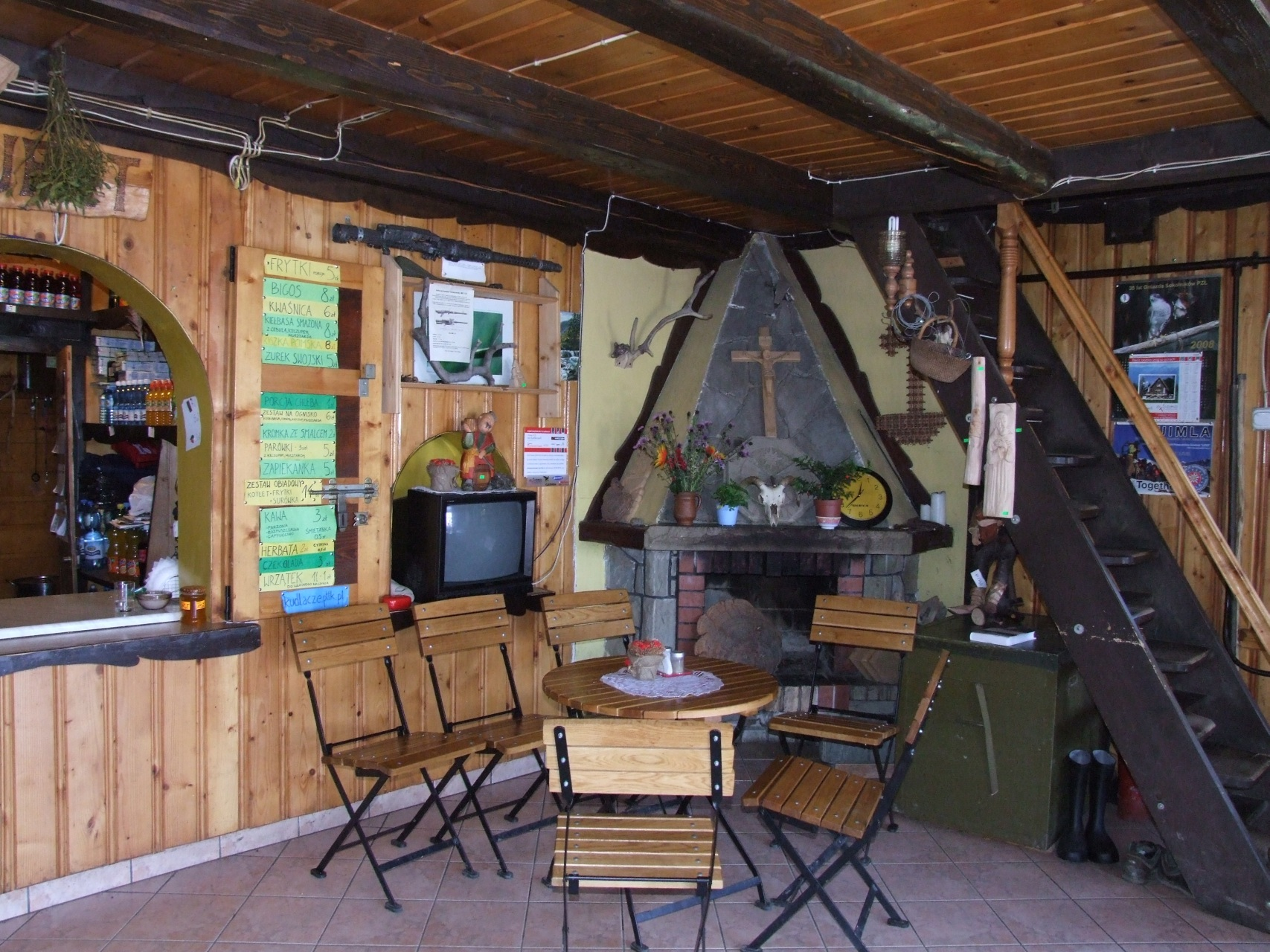
Bar i kominek w jadalni schroniska
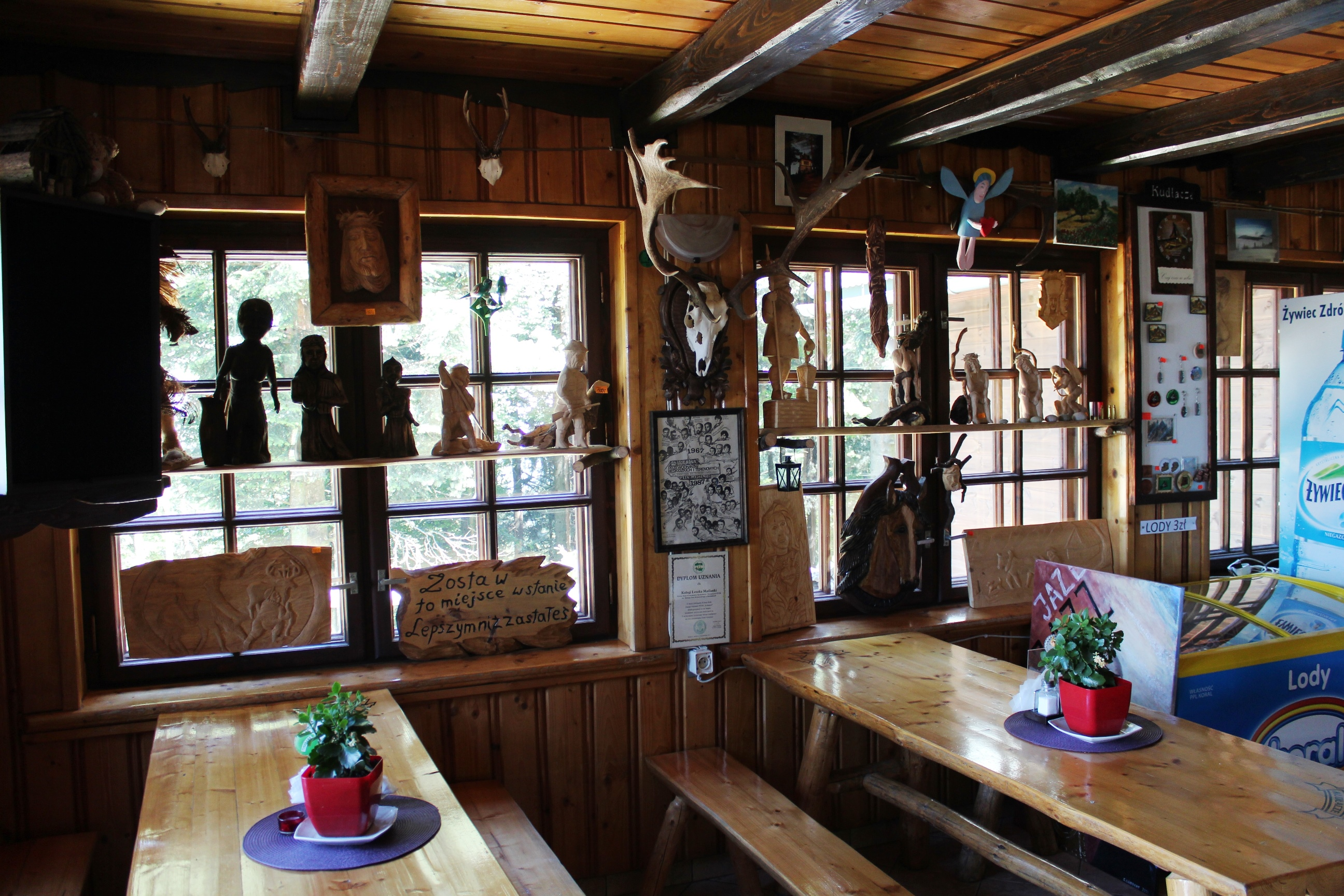
Jadalnia w schronisku
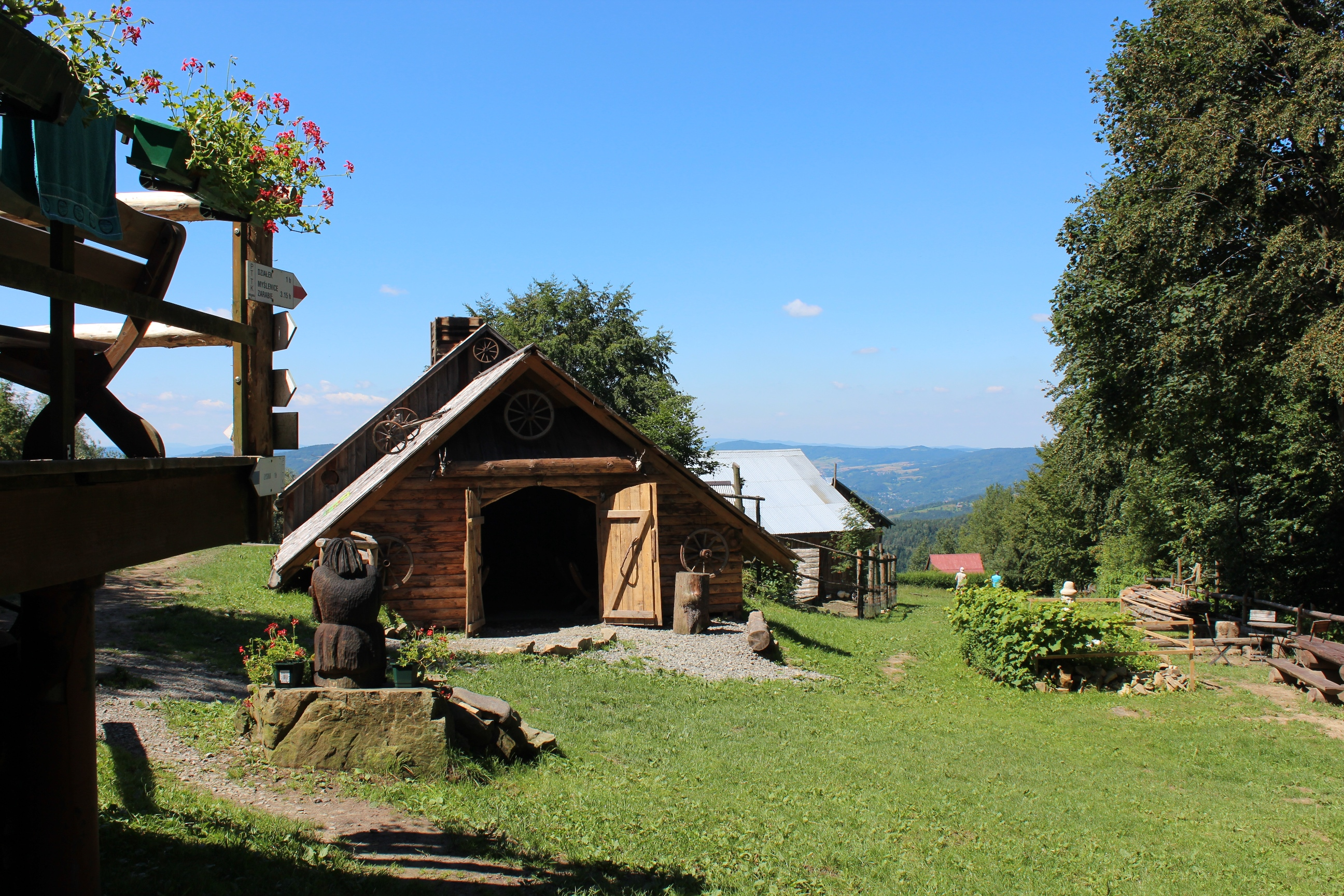
Wiaty na terenie schroniska
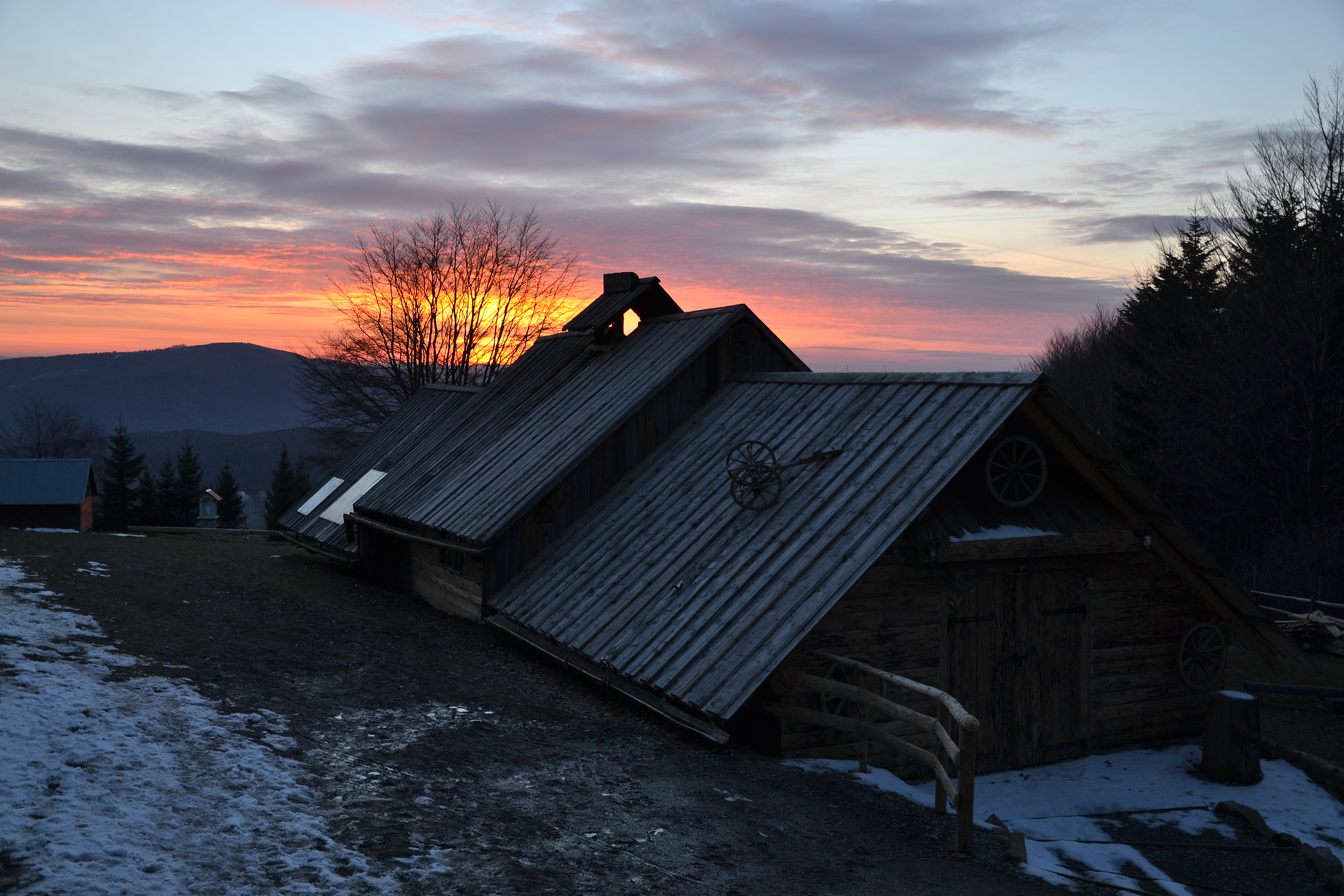
Otoczenie schroniska o zachodzie słońca
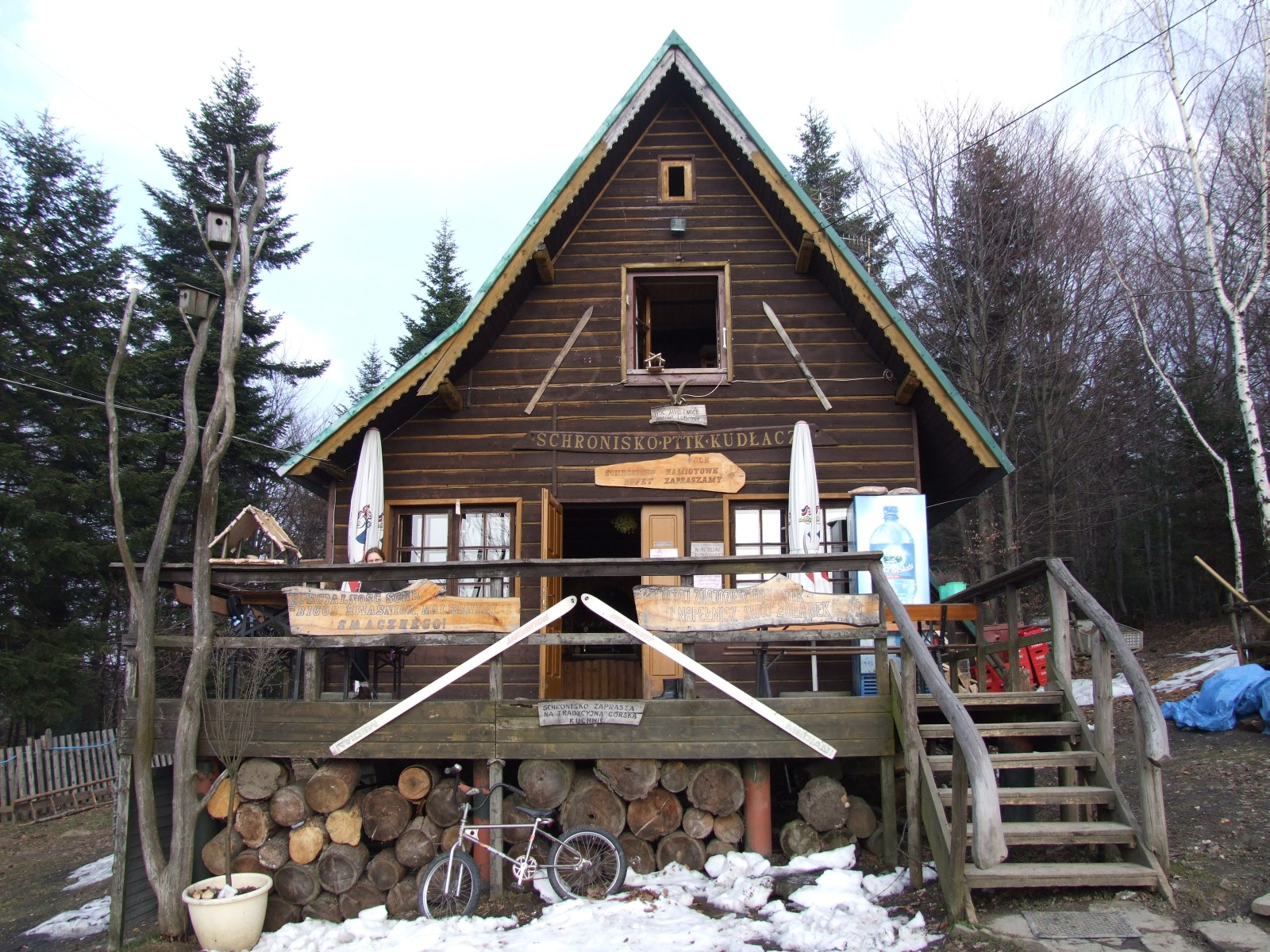
Budynek schroniska w 2009